# MSN Games
MSN Games (també conegut com a Zone.com, Internet Gaming Zone, MSN Gaming Zone i MSN Games by Zone.com) és un dels llocs de joc online creat principalment per unir connexions entre jocs, i també per a jocs online d'un sol jugador i multijugador.
El lloc, per membres del portal MSN, és part de Microsoft Corporation, amb seu a Redmond (Washington).
Al lloc hi ha jocs amb versió online de franc, versions de prova i versions pay-2-play (pagar per jugar). Gaming Zone inclou jocs web o descarregables per a ordinador personal o telèfons mòbils. Els jocs multijugador requereixen una connexió d'internet o connectivitat de telèfons mòbils i accés a un compte de Windows Live Messenger.
Els nombrosos jocs de diversos jugadors que estan disponibles fomenten un sentit de comunitat entre persones que, com a jugadors, interaccionen en sales de jocs en línia o fan grups de pressió, jugant jocs usant Windows Live Messenger i mentre que als seus telèfons mòbils reprodueixen les versions de Windows Mobile dels jocs

## Història
La primera versió del lloc, que llavors es deia "The Village", va ser fundada per Kevin Binkley, Ted Griggs i Hoon IM. El 1996, Steve Murch, llavors un empleat de Microsoft, va convèncer en Bill Gates per adquirir el petit lloc de joc en línia, propietat d'Electric Gravity. El lloc va ser reanomenat a Internet Gaming Zone ("Zona de jocs d'Internet") el 1996

## Competidors
El primer competidor de la zona va ser Games.com d'AOL, així com Heat.nét de Sega. Avui dia, el lloc competeix amb altres llocs de joc lliure similars, com Yahoo! Games i Pogo.com